# Condado de Staszów
Condado de Staszów (em polonês: powiat staszowski) é um powiat (condado) da Polônia, na voivodia de Santa Cruz. A sede do condado é a cidade de Staszów. Estende-se por uma área de 924,84 km², com 74 004 habitantes, segundo o censo de 2006, com uma densidade de 80,02 hab/km².

## Divisões admistrativas
O condado possui:
Comunas urbana-rurais: Osiek, Połaniec, Staszów
Comunas rurais: Bogoria, Łubnice, Oleśnica, Rytwiany, Szydłów
Cidades: Osiek, Połaniec, Staszów

## Demografia
População (dados de 30 de Junho de 2006):
|          | Total   | Total | Mulheres | Mulheres | Homens  | Homens |
| -------- | ------- | ----- | -------- | -------- | ------- | ------ |
|          | pessoas | %     | pessoas  | %        | pessoas | %      |
| Total    | 74 004  | 100   | 37 258   | 50,3     | 36 746  | 49,7   |
| Cidades  | 25 770  | 100   | 13 135   | 51,0     | 12 635  | 49,0   |
| Povoados | 48 234  | 100   | 24 123   | 50,0     | 24 111  | 50,0   |